# Хикс, Дэвид Мэтью
Дэвид Мэтью Хикс (англ. David Matthew Hicks; 7 августа 1975, Аделаида, Австралия) — австралиец, приговорённый американским военным трибуналом к семи годам лишения свободы за участие в террористической деятельности.
В 1999 году Хикс принял ислам, в том же году он отправился в Пакистан, а в 2000 году — в Афганистан, где он проходил подготовку в лагерях «Аль-Каиды», в том числе лично встречался с бен Ладеном. Хикс был задержан американскими войсками в Афганистане в конце 2001 года и до мая 2007 года содержался в тюрьме на базе в Гуантанамо. В обвинительном заключении Хиксу вменялся в вину заговор с целью совершения ряда преступлений, в том числе убийство и терроризм. Хикс признал свою вину и был приговорён к семи годам заключения, пять из которых он к моменту вынесения приговора провел в Гуантанамо. Оставшиеся два года были сокращены до девяти месяцев. В мае Хикс был экстрадирован в Австралию, и остаток срока он отбывал в тюрьме строгого режима Ялата в Аделаиде. Хикс согласился отозвать все претензии относительно плохого обращения в тюрьме на Гуантанамо и пообещал не давать журналистам интервью в течение года.